# Vigneti della côte de Nuits

I vigneti della Côte de Nuits.

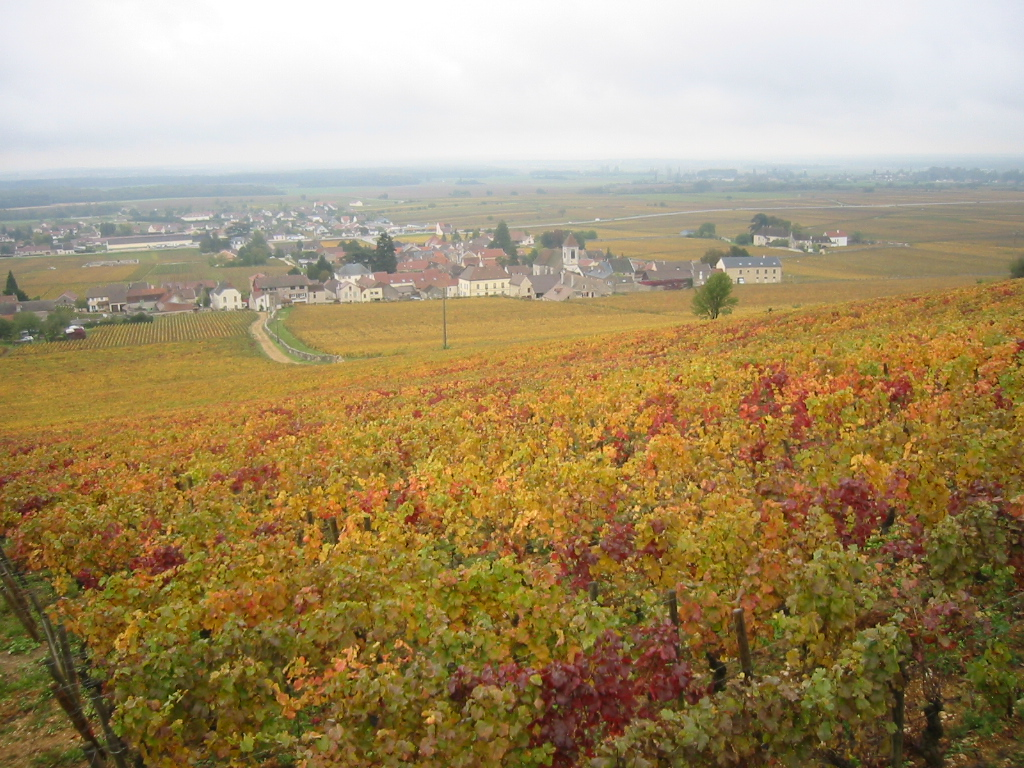
La costa vicino a Morey-Saint-Denis (ottobre 2006).

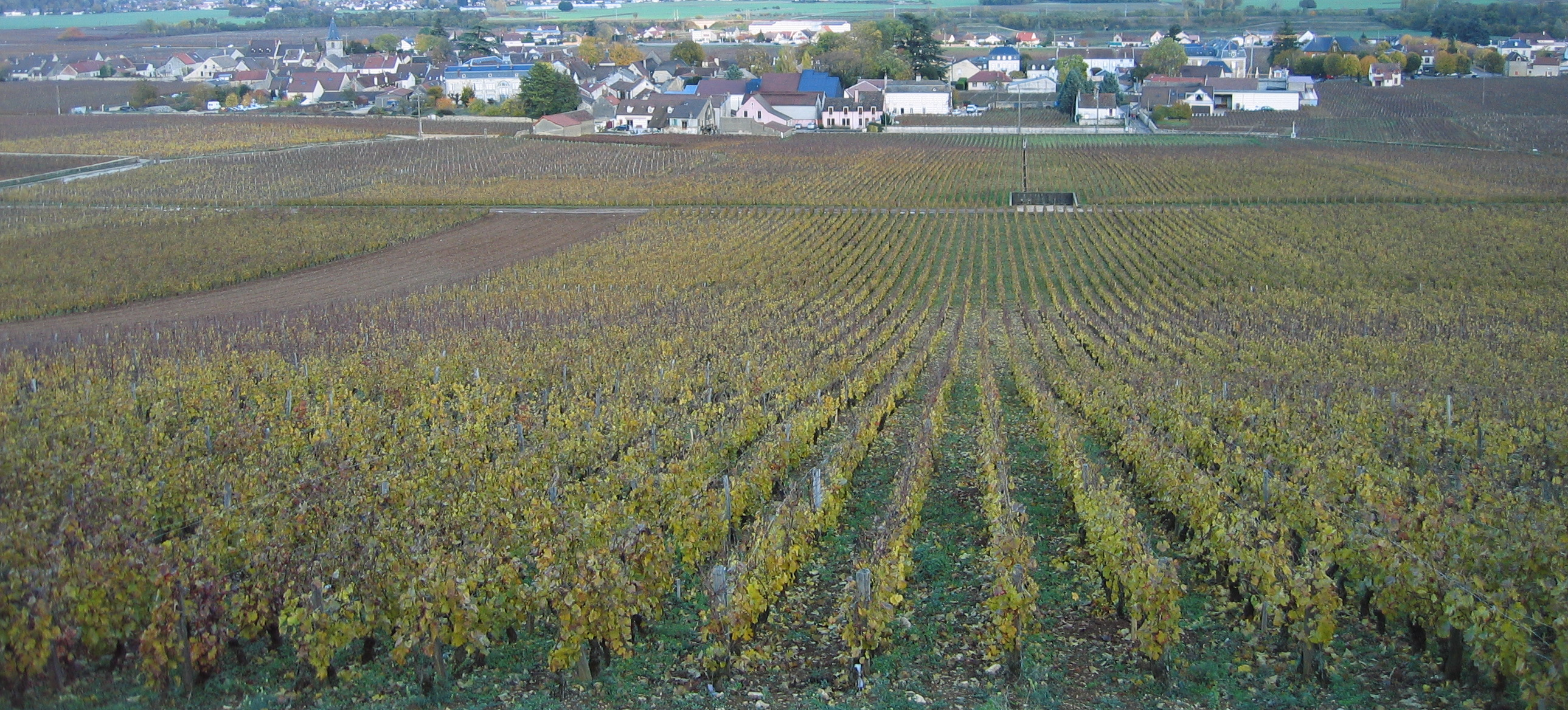
Il "climat" di La Tâche a Vosne-Romanée (ottobre 2009).

La Côte de Nuits è un'area ristretta situata nel dipartimento della Côte-d'Or, a nord e a sud della città di Nuits-Saint-Georges. È una delle suddivisioni dei vigneti della Borgogna (con la Bassa Borgogna, la Côte de Beaune, la Côte Chalonnaise e il Mâconnais). È una delle zone più prestigiose, che unisce la Côte d'Or con la Côte de Beaune. Chiaramente orientata ad est, tagliata da ripide combe, la Côte de Nuits è costituita da circa 1.500 ettari su una lunghezza di circa 20 km e una larghezza che, raramente superiore agli 800 metri, a volte si restringe fino a 200 o 300 metri.
La Côtes-de-Nuits designa, per estensione, i diversi vini prodotti lungo la Côte. I vigneti della Côte de Nuits sono dominati da vini rossi, a base di Pinot nero, mentre la Côte de Beaune a sud produce molti più vini bianchi.

## Geologia
La Côte de Nuits ebbe origine dal crollo della pianura della Saona e segna il limite occidentale lungo una rete di faglie tendenti da sud-sud-ovest a nord-nord-est.
La cuesta è costituita da diversi strati risalenti al Mesozoico, antica era secondaria, (principalmente Giurassico), mentre la pianura è composta da sedimenti dell'era Cenozoica (antiche "epoche" terziario e quaternario). Ci sono due ondulazioni, l'anticlinale di Gevrey e il sinclinale di Volnay, cosicché gli strati geologici della Côte de Nuits affondano lentamente man mano che si spostano a sud. Dalla cima della costa al fondo, in successione si trovano:
- Calcari del Bathoniano medio: ooliti bianche chiamate "pietra Comblanchien" (costituiscono la sommità della costa);
- Calcari del Bathoniano inferiore, chiamati "pietra di Premeaux" (Romanée-Conti, Richebourg e La Tâche);
- Marne dal tardo Bajociano di Ostrea acuminata (ostriche fossilizzate) (su cui crescono Fixin e Gevrey-Chambertin);
- Baiociano calcare con entroques (Chambertin, Clos-de-Bèze e il top di Clos-Vougeot);
- Marne e argille del Toarciano (la base vicino a Gevrey-Chambertin).

La cuesta ha una profonda rientranza, la valle del Meuzin, a Nuits-Saint-Georges, e due valli aride, la Lavaux combe a Gevrey-Chambertin e la Chambolle-Musigny combe, ciascuna con un cono alluvionale. La Côte de Nuits forma quindi una striscia abbastanza regolare da nord a sud, a causa della durezza della pietra Comblanchien, che ne forma la sommità.
I terreni su cui sono impiantati i vigneti sono costituiti da ghiaioni di calcari provenienti dalla sommità della cuesta, limo rosso depositato nelle ere glaciali, rocce derivanti dall'alterazione degli strati sottostanti (naturalmente o durante sfondamenti) e terra coltivata dall'uomo.

## Denominazioni
Sedici comuni vitivinicoli occupano le pendici della Côte de Nuits, lungo il percorso dei Grand Crus di 37 chilometri, ciascuno con le proprie Appellation d'origine contrôlée oltre a quelle specifiche dell'intera zona dei vigneti della Borgogna (Borgogna, Borgogna-Grande Ordinario, Borgogna-passe -tout-grains, bourgogne-aligoté, bourgogne-mousseux e crémant-de-bourgogne). Questi sono, da nord a sud, i seguenti comuni (i troppi premier cru non sono indicati):
- Digione (denominazione Borgogna-Montrecul);
- Chenôve (denominazioni Burgundy-le-Chapitre e Marsannay);
- Marsannay-la-Côte (denominazione Marsannay);
- Couchey (denominazione Marsannay);
- Fixin ( denominazioni Côte-de-Nuits-Villages e Fixin);
- Brochon (denominazioni Côte-de-Nuits-Villages, Fixin e Gevrey-Chambertin);
- Gevrey-Chambertin (denominazioni Gevrey-Chambertin, Ruchottes-Chambertin, Mazis-Chambertin, Chambertin-Clos-de-Bèze, Chapelle-Chambertin, Chambertin, charmes-Chambertin, griotte-Chambertin, Latricières-Chambertin e mazoyères-Chambertin);
- Morey-Saint-Denis (denominazioni morey-saint-denis, clos-de-la-roche, clos-saint-denis, clos-des-lambrays, clos-de-tart e bonne-mares);
- Chambolle-Musigny (denominazione Chambolle-Musigny, bonne-mares e musigny);
- Vougeot (denominazioni vougeot e clos-vougeot);
- Flagey-Echézeaux (denominazione Vosne-Romanée, Echézeaux e Grands Echezeaux ) ;
- Vosne-Romanée (denominazioni Vosne-Romanée, Richebourg, Romanée, Romanée-Conti, Romanée-saint-vivant, grande-rue e La-tâche);
- Nuits-Saint-Georges (denominazione nuits-saint-georges);
- Premeaux-Prissey (denominazioni Côte-de-Nuits-Villages e Nuits-Saint-Georges);
- Comblanchien (denominazione Côte-de-Nuits-Villages);
- Corgoloin ( denominazione Côte-de-Nuits-Villages).